# 盐运司衙署门厅
两淮都转盐运使司衙署门厅位于扬州市广陵区东关街道彩衣街社区国庆路北段（原名运司街）国庆北路1号，是两淮都转盐运使司衙署仅存的部分，面阔三间，悬山顶，坐西面东，正对东圈门。盐运使司衙署门厅列为扬州市文物保护单位。1950年，苏北行政公署由泰州迁驻扬州时，曾驻于此地。